# Karl Friedrich Rehfeld
Karl Friedrich Rehfeld (* 2. November 1735 in Stralsund; † 23. Januar 1794 in Greifswald) war ein deutscher Mediziner und Hochschullehrer.
Rehfeld studierte zuerst Theologie in Greifswald und Jena. In Jena wechselte er zur Medizin und wurde 1756 in diesem Fach promoviert. Danach praktizierte er drei Jahre in einem Feldlazarett in Stralsund. Gegen Ende des Pommerschen Krieges ging Rehfeld nach Greifswald als Adjunkt an die Medizinische Fakultät. 1764 wurde er in Greifswald zum Professor der Medizin und Stadtarzt ernannt.
Er war Mitglied des Bundes der Freimaurer und gehörte der Greifswalder Loge Zu den drei Greifen an.